# Sanhe
För andra betydelser, se Sanhe (olika betydelser).
Sanhe, även känd som Juyang, är en stad på häradsnivå i norra Kina och en del av Langfangs stad på prefekturnivå  i provinsen Hebei. Den ligger omkring 59 kilometer öster om huvudstaden Peking. Staden har ungefär en halv miljon invånare på en yta av 643 km². Sanhe är belägen cirka 50 kilometer öster om Peking, längs huvudvägen österut mot kusten och Qinhuangdao.

## Demografi
| Område                         | Invånarantal 1 juli 1990 | Invånarantal 1 november 2000 |
| ------------------------------ | ------------------------ | ---------------------------- |
| Stad (de jure)                 | Ingen uppgift            | 425 300                      |
| Stad (de facto)                | 381 903                  | 456 882                      |
| Urban befolkning (de facto)    | 34 185                   | 193 876                      |
| ...varav centralort (de facto) | 12 785                   | Ingen uppgift                |

Sanhe är inte den klart dominerande tätorten inom stadsgränsen. Faktum är att Yanjiao, som är belägen ungefär 20 kilometer närmare Peking, var med sina 19 800 invånare något större än Sanhes centralort år 1990. 